# Valenti (album)
Valenti è un album in studio della cantante sudcoreana BoA, pubblicato nel 2003. Si tratta, in particolare, del suo secondo disco pubblicato in Giappone.

## Tracce
1. Valenti - 4:18
2. Jewel Song - 5:27
3. B.I.O - 4:17
4. Sekai no Katasumi de (世界の片隅で) - 4:25
5. Kiseki (奇蹟) - 4:20
6. Winding Road (feat. Dabo) - 4:31
7. Searching for Truth - 4:00
8. Moon & Sunrise - 5:14
9. Discovery - 4:50
10. Flower - 4:24
11. Beside You: Boku wo Yobu Koe (Beside You -僕を呼ぶ声) - 4:23
12. Feel the Same - 4:41
13. No.1 - 3:14